# Panamerikanische Spiele 1975/Tennis
Die Tenniswettbewerbe der VII. Panamerikanischen Spiele 1975 wurden vom 14. bis 24. Oktober auf der Anlage des Club Deportivo Alemán in Mexiko-Stadt ausgetragen. Es wurden bei Damen und Herren im Einzel und Doppel sowie im Mixedwettbewerb Medaillen vergeben. Die USA, die mit einer College-Auswahl vertreten waren, gewannen alle fünf Titel, wobei alle sechs Teilnehmer mit Gold nach Hause fahren konnten.

## Herren

### Einzel
| Platz | Land               | Spieler         |
| ----- | ------------------ | --------------- |
| 1     | Vereinigte Staaten | Butch Walts     |
| 2     | Mexiko             | Adolfo González |
| 3     | Puerto Rico        | Freddy de Jesús |

### Doppel
| Platz | Land               | Spieler                                              |
| ----- | ------------------ | ---------------------------------------------------- |
| 1     | Vereinigte Staaten | Bruce Manson Butch Walts                             |
| 2     | Mexiko             | Raúl Contreras Adolfo González                       |
| 3     | Brasilien          | João Carlos Schmidt Filho João Américo Soares Júnior |

## Damen

### Einzel
| Platz | Land               | Spielerin        |
| ----- | ------------------ | ---------------- |
| 1     | Vereinigte Staaten | Lele Forood      |
| 2     | Brasilien          | Patricia Medrado |
| 3     | Chile              | Leyla Musalem    |

### Doppel
| Platz | Land               | Spielerinnen                                    |
| ----- | ------------------ | ----------------------------------------------- |
| 1     | Vereinigte Staaten | Sandy Stap Stephanie Tolleson                   |
| 2     | Brasilien          | Maria Cristina Andrade Wanda Ferraz de Oliveira |
| 3     | Kuba               | Iluminada Conceptión Marta Domínguez            |

## Mixed
| Platz | Land               | Spieler                           |
| ----- | ------------------ | --------------------------------- |
| 1     | Vereinigte Staaten | Lele Forood Hank Pfister          |
| 2     | Puerto Rico        | María de Annexy Freddy de Jesús   |
| 3     | Mexiko             | Alejandra Vallejo Adolfo González |

## Medaillenspiegel
| Platz | Land               | Gold | Silber | Bronze | Gesamt |
| ----- | ------------------ | ---- | ------ | ------ | ------ |
| 01    | Vereinigte Staaten | 5    | —      | —      | 5      |
| 02    | Brasilien          | —    | 2      | 1      | 3      |
| 02    | Mexiko             | —    | 2      | 1      | 3      |
| 04    | Puerto Rico        | —    | 1      | 1      | 2      |
| 05    | Chile              | —    | —      | 1      | 1      |
| 05    | Kuba               | —    | —      | 1      | 1      |